# Francisco Mojica

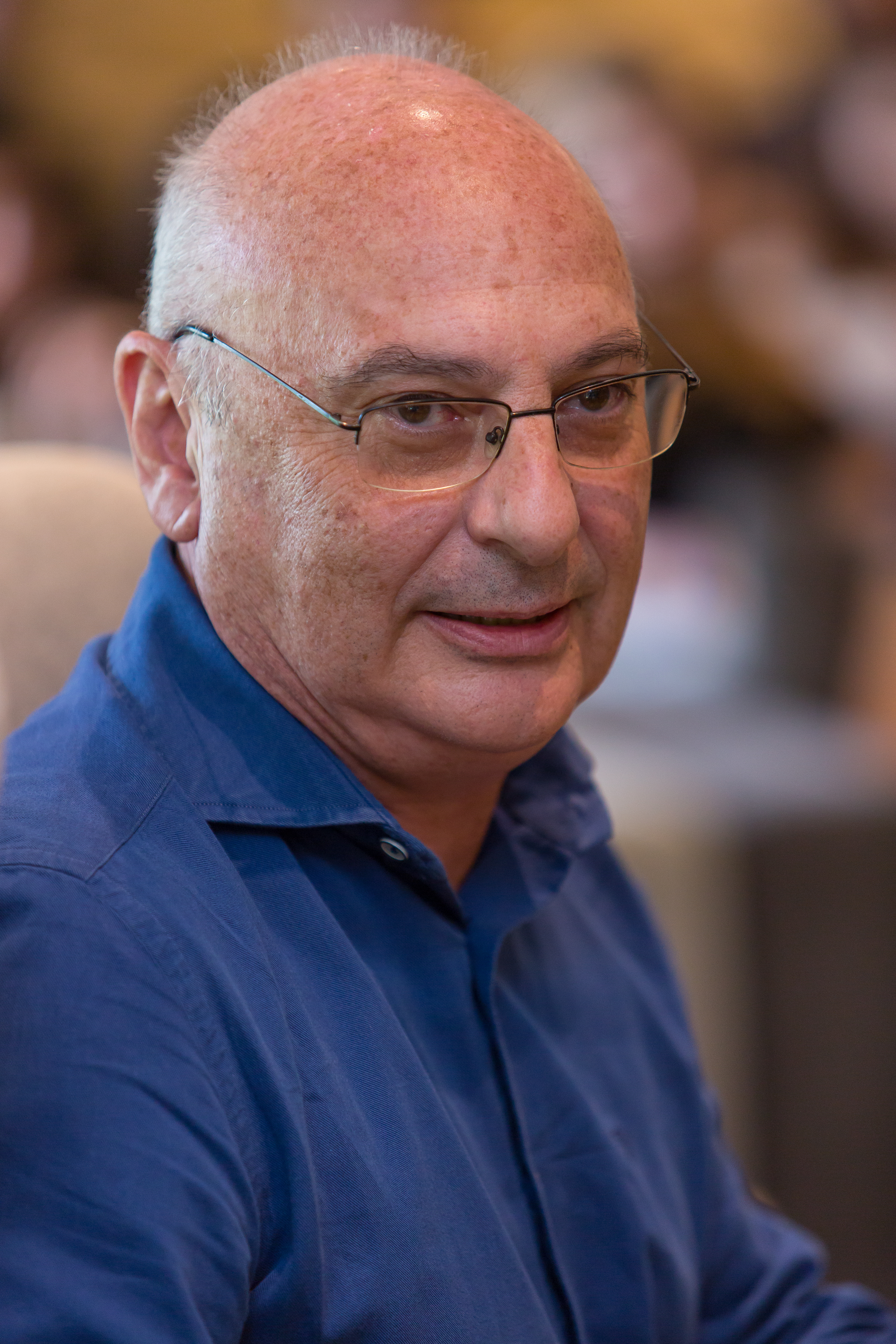
Francisco Mojica, 2019

Francis(co) Juan Martínez Mojica (* 5. Oktober 1963 in Elche) ist ein spanischer Mikrobiologe an der Universität Alicante. Er ist vor allem für seine Arbeiten bekannt, die zur Entdeckung des CRISPR-Systems führten.
Mojica erwarb 1986 an der Universität Valencia einen Studienabschluss (Lic.) in Biologie mit Schwerpunkt Biochemie und 1993 ein Doktorat an der Universität Alicante, wobei Teile der Arbeit an der Universität Paris-Süd entstanden. Als Postdoktorand arbeitete er an der University of Utah und der University of Oxford, bevor er 1997 eine Professur für Mikrobiologie an der Universität Alicante erhielt.
Mojica arbeitet auf dem Gebiet der molekularen Mikrobiologie. Aktuelle Forschungsarbeiten befassen sich mit DNA-bindenden Proteinen, der Regulation von Genexpression, mit der Organisation des Genoms bei Prokaryonten und der biologischen Rolle repetitiver DNA-Sequenzen.
Mojica erhielt 2016 den BBVA Foundation Frontiers of Knowledge Award. Die Fundación Lilly zeichnete ihn 2017 mit ihrem Premio investigación preclínica aus. Ebenfalls 2017 wurde er für seine Arbeiten zum CRISPR-System gemeinsam mit Emmanuelle Charpentier, Jennifer Doudna, Luciano Marraffini und Feng Zhang mit dem Albany Medical Center Prize ausgezeichnet, der mit 500.000 US-Dollar dotiert ist. In Spanien wurde er vor 2020 als möglicher Nobelpreisträger gehandelt. 2022 wurde Mojica in die European Molecular Biology Organization (EMBO) gewählt.